# Hoplistocerus lanei
Hoplistocerus lanei là một loài bọ cánh cứng trong họ Cerambycidae.